# Königsgesetz
Das Königsgesetz (dänisch Kongeloven) wurde 1665 in Dänemark und Norwegen nach dem Verlust der schonischen Provinzen im Zweiten Nordischen Krieg verabschiedet. Das Königsgesetz baute auf das Souveränitätsgesetz des Jahres 1661, das Dänemark-Norwegen zum einzigen Land in Europa mit in der Verfassung verankertem Absolutismus machte. Konkrete Maßnahmen des Souveränitätsgesetzes und des späteren Königsgesetzes waren die Entmachtung der Stände, die Rückführung der Wahlmonarchie in die ursprüngliche Erbmonarchie und die Einführung der weiblichen Erbfolge.
Das Gesetz wurde von dem dänischen Staatsmann Peder Schumacher Griffenfeld 1661 ursprünglich in lateinischer Sprache verfasst, aber erst 1665 verkündet. Das Kongelov blieb bis zur Verkündung der ersten dänischen Verfassung durch König Friedrich VII. im Jahr 1849 in Kraft; zwei Paragraphen betreffend das Königshaus gelten bis heute.

## Ideengeschichte
Im 19. Jahrhundert wurde längere Zeit vermutet, dass die Staatslehre von Thomas Hobbes bei der Abfassung des Gesetzes Pate gestanden habe. Dies wurde aber von Knud Fabricius 1920 widerlegt. Peder Schumacher Griffenfeld sei während seiner Zeit in Oxford mit John Fell (Bischof), der sich 1674 als erbitterter Gegner von Hobbes hervortat, eng befreundet gewesen. Die im Kongeloven niedergelegte religiös unterlegte Staatstheorie sei der von Hobbes klar abgegrenzt, ja entgegengesetzt. Nicht die Furcht vor Bürgerkrieg führe zur Alleinherrschaft, wie Hobbes meinte, sondern die Dankbarkeit für eine gute Regierung. Außerdem sei Hobbes 1661 in Dänemark noch nicht bekannt gewesen. In der umfangreichen Bibliothek Griffenfelds habe es einen umfangreichen Bestand staatsrechtlicher Literatur gegeben, auch drittklassige Werke, aber kein Werk von Hobbes. Demgegenüber sei die durchaus gegebene Möglichkeit, ein solches Werk in der königlichen Bibliothek, deren Bibliothekar er ja war, einzusehen, zu vernachlässigen.
Während das monarchische Prinzip unangefochten blieb, spitzte sich die Diskussion auf die Frage zu, ob der Herrscher den Gesetzen unterworfen sei, was auch das Recht des Widerstands gegen einen tyrannischen König aufwarf. Dies war ein besonders heikles Thema nach den Bauernaufständen in der Grafenfehde. Christian IV. trieb in Norddeutschland nach dem Dreißigjährigen Krieg eine nicht erfolgreiche Politik und führte gegen Schweden den Torstenssonkrieg, in dem er große Gebiete an Schweden verlor. Das führte zu einer Stärkung der Adelsmacht, was nicht ohne Folgen für die in Sorø gelehrte Staatstheorie blieb, die dort von Henrik Ernst vertreten wurde. In seiner Schrift Catholica juris behandelte er auch die Frage des Widerstandsrechtes. Er bejahte die Frage, indem er von einem konkludenten Vertrag zwischen Volk und König ausging, der den König zur Einhaltung des Naturrechts (leges naturales) wie auch der leges fundamentales verpflichte, während er über dem Zivilrecht erhaben sei. Denn das Volk habe ihm nicht das Imperium verliehen, das sie zu Sklaven machen würde. Allerdings könnten von dem Widerstandsrecht nur die Hüter des Volkes, also der Reichsrat, Gebrauch machen. Als Beispiel dafür führte er die Absetzung Christians II. durch den Reichsrat an. In der Krönungspredigt Bischof Brochmanns für Friedrich III. wurde ausdrücklich auf Saul und dessen Berufung durch Samuel hingewiesen, der von Gott wegen seiner Unbotmäßigkeit verworfen wurde. Dabei wurde betont, dass der König dem Gesetz unterworfen sei, was eine Stärkung der Adelsmacht zur Folge hatte. Diese Krönung war der letzte Sieg der Adelsmacht. Danach begann die Königsmacht wieder an Boden zu gewinnen.
Das erste Anzeichen kann man darin sehen, dass in einer Verordnung von 1624 das Studium an katholischen Universitäten untersagt war, wovon in dem großen Rezess von 1643, in dem katholische Gottesdienste verboten wurden, bereits keine Rede mehr war. Bereits 1640 hielt Rasmus Vinding im Jesuitenkolleg in La Flèche einen Vortrag über Erbmonarchie und Wahlmonarchie, ohne dass sich irgendjemand darüber erregt hätte. Rasmus vertrat in seinem Vortrag die Auffassung, dass die Erbmonarchie die rechte Regierungsform sei, während er der Wahlmonarchie allerlei schädliche Folgen zuschrieb. Dafür erhielt er viel Beifall. Auch in der Akademie von Sorø gewann das Schlagwort „Einen Gott, einen Glauben, einen Herrscher sollen wir haben auf ewige Zeit“ immer mehr Anhänger. Jeder Mensch habe das Recht, sich zu unterwerfen, wem er wolle, und könne dies tun ohne Bedingungen. Deshalb sei es ein Missverständnis, dass das Volk ein Widerstandsrecht habe. Die Bestrafung eines Herrschers für dessen Sünden obliege nur dem „König der Könige“. Besonderes Gewicht bekam die Tatsache, dass gerade die jungen Adligen in der Sorø-Akademie, an ihrer Spitze Gabiel Knudsen Akeleye, sich für den Absolutismus aussprachen. In Sorø verfasste er die Dissertation 25 Øvelse over Tacitus' Germania (25 Übungen über Tacitus’ Germania). Darin erörtert er unter anderem die Zulässigkeit eines Präventivschlages gegen einen immer stärker werdenden Gegner, der bedrohlich ist. Die Theologen sagten, das sei gegen das Wort Gottes, die Rechtsgelehrten, das verstoße gegen das ius gentium. Akeleya aber betont, dass der Herrscher, den Gott mit der Sorge um dessen Volk betraut habe, nur auf sein eigenes Urteil vertrauen könne und zu verhindern habe, soweit es in seiner Macht stehe, dass ihm Schaden zugefügt werde. Dies war klar gegen Schweden gerichtet, von dessen Aufrüstung er Unheil erwartete. Der von ihm postulierte göttliche Auftrag führte direkt zum theokratischen Absolutismus.

## Die Ausgangslage
1658 hatte der schwedische Reichsrat beschlossen, gegen Dänemark einzuschreiten, falls der König erwäge, sich zum absolutistischen Herrscher ausrufen zu lassen.
Die desolate wirtschaftliche Situation Dänemarks nach dem Krieg gegen Schweden bedurfte neuer Geldquellen. Es ging darum, eine Verbrauchssteuer auf verschiedene Waren zu erheben. Aber gerade zu dieser Zeit verlangte das zur freien Reichsstadt erklärte Kopenhagen Befreiung von Steuern und Zöllen für seine Einwohner als neues Privileg. Auf Drängen des Reichsrates berief König Friedrich daraufhin eine Ständeversammlung auf den 8. September 1660 nach Kopenhagen ein. Es handelte sich um den Adel, das Bürgertum, die Geistlichkeit und die Universität. Die Vertreter der Stände beharrten einmütig auf ihren Privilegien. Aber bereits am 14. September wurde der Keim einer erbitterten Gegnerschaft der Stände untereinander gelegt: Die Geistlichkeit gab ihren Widerstand auf und wollte die Verbrauchssteuer akzeptieren, wenn auch alle anderen Stände auf ihre Privilegien verzichteten und der Verbrauchssteuer zustimmten. Der Bürgerstand stimmte zu, Adel lehnte das ab. Es müsse schließlich einen Unterschied zwischen Edelmann und Bürger geben. Es ging auch um Monopole und die Lasten der Einquartierung von Soldaten. Außerdem forderte der Bürgerstand, dass die Lehen eingezogen und der Krone zur Verfügung gestellt werden sollten, die sie dann verpachten könne. Das hätte dem Adel, der auf die Lehen angewiesen war, den Todesstoß versetzt. Dieser wählte nun eine neue Strategie gegen den Bürger- und Geistlichenstand. Er schlug höhere Steuersätze vor und versprach diese zu entrichten, wenn dies auch die übrigen Stände täten. Dieser Schachzug, die Forderung des Bürgerstandes nach Gleichbehandlung aller zu übernehmen, aber mit Steuersätzen, die sie nicht aufbringen konnten und mit Erweiterung des Katalogs auf Waren, die die Bürger besonders treffen musste, führte zu einer Protestnote der unteren Stände, die dem König am 4. Oktober überreicht wurde. Die Konfrontation hatte ihren ersten Höhepunkt erreicht. Vom gleichen Tag datiert der erste Entwurf zur Einführung der Erbmonarchie. Am 5. Oktober 1660 wurde in kleinem Kreise von Bischöfen, Geistlichen und Deputierten der Bürger und Kopenhagens im Geheimen ein Textvorschlag zur Einführung der Erbmonarchie erörtert. Dabei sollten die Privilegien unangetastet bleiben. Der König wusste davon noch nichts. Als man ihn über seinen Sekretär zu seiner Meinung dazu befragte, stimmte er weder zu noch lehnte er ab. Daraufhin wurden die übrigen Delegierten des Bürgerstandes und der Geistlichkeit mit dem Plan bekannt gemacht. Sie stimmten zu. Dann wurde der Antrag auf dem Reichsrat zur Weiterleitung an den König vorgelegt. Dieser aber unterschlug ihn.
Einige Delegierte des Adels begannen abzureisen, so dass es drohte, dass der Reichstag gesprengt würde und innere Unruhen entstünden. Daher verdoppelte der Bürgermeister Kopenhagens am 11. Oktober die Wachen in der Stadt und schloss die Stadttore und die Sperrketten im Hafen. Reichsrat und Adel bedrängten nun den König, keine Verfassungsänderung zuzulassen. Der König erließ einen Geheimbefehl an die deutschen Offiziere, die im Gegensatz zu den dänischen nicht Mitglieder des Reichsrates waren, sich auf einen Bürgerkrieg vorzubereiten. Doch der Reichstag gab nach. Am 13. Oktober 1660 übertrugen die Stände König Friedrich III. das Erbrecht sowohl in der männlichen als auch in der weiblichen Linie. Für die bürgerlichen Stände war dies ein Kampfmittel gegen den Adel, dem so das Wahlrecht genommen wurde. Der König war nun Erbkönig geworden. Der Vorgang war legal, obgleich die Delegierten der Stände ihr Mandat überschritten hatten. Denn entscheidend war der Beschluss des Reichsrates als höchster Regierungskörperschaft. Er bedurfte keines Mandats. Der König war an den Vorgängen nicht beteiligt. Vielmehr hatten die bewaffneten unteren Stände den Meinungswandel des Adels und des Rates erzwungen.
Doch noch 1660 entstanden Verschwörungstheorien, dass der König die Umwandlung Dänemarks in einen erblichen Absolutismus von langer Hand geplant habe. Es gibt dafür nicht den kleinsten Beweis. Urheber dieser Theorien war der erbitterte um seine Privilegien gebrachte Adel. Aber noch heute wird behauptet, der König habe das alles nur mit Hilfe des Militärs inszeniert. Doch in der Stadt Kopenhagen war der Oberkommandierende nicht der König, der zu dieser Zeit aufgrund der noch geltenden Wahlkapitulation ziemlich machtlos war, sondern der Bürgermeister. Bei diesen bestehenden Machtverhältnissen hätten die Stände sicher nicht wahrheitswidrig unterschrieben, dass sie alle Macht freiwillig und ohne Zutun des Königs übertragen hätten. Die einzigen zeitgenössischen Quellen zu den Vorgängen sind Briefe der Gesandten an ihre Regierungen. Sowohl der österreichische Gesandte Baron de Goess, als auch der niederländische und der schwedische Gesandte berichteten an ihre Regierungen, dass die Ehre für den Gedanken der Staatsveränderung den unteren Ständen zukomme.

## Der Weg zur Alleinherrschaft

### Erbmonarchie
Dänemark war schon seit dem Mittelalter eine Wahlmonarchie, wobei allerdings nur Mitglieder der Königsfamilie zur Wahl standen. So wurde Harald Hen durch eine Wahl der Häuptlinge seinem Bruder Knut dem Heiligen vorgezogen. Doch im 17. Jahrhundert begann sich in Europa der Gedanke der Erbmonarchie durchzusetzen. 1608 verfasste der Gottorfer Herzog Johann Adolf ein Statut, nach welchem nach seinem Tod der Gottorfer Anteil in den Herzogtümern Schleswig (Sønderjylland) und Holstein ungeteilt seinem ältesten Sohn zufallen sollte, sofern er „eines Lehens fähig“ und im Stande sein sollte zu regieren. Danach sollte jeweils der älteste Sohn die Herrschaft erben. Damit führte er für seinen Herrschaftsbereich die Primogenitur ein. Das führte zu Konflikten mit Adel und Ritterschaft, als seinem Sohn Herzog Friedrich III. 1616 gehuldigt werden sollte. Er verlangte den Eid gegenüber „Unserm allerseits gnedigen Fürsten und Herrn und Seiner Fürstlichen Gnaden Erben“. Doch in der Erklärung der Ritter und Landschaften wurde nur er erwähnt, nicht aber seine Erben. Mündlich gelobten die Stände lediglich, künftig den ältesten Sohn zu wählen. Das Gleiche geschah, als 1648 König Friedrich III. gehuldigt werden sollte. Die Einführung der Primogenitur im königlichen Anteil Schleswigs und Holsteins, den einst König Christian III. bei der Erbteilung zwischen ihm und seinem Bruder Herzog Johann II. erhalten hatte, änderte an der Haltung der Ritterschaft nichts. Alle Huldigungen der Ritterschaft an den Herzog und später an den König erwähnten die Nachkommen nicht. Bei den Verhandlungen 1633 über die Ehe zwischen Magdalena Sibylle von Sachsen und dem Prinzen Christian von Dänemark wollten die sächsischen Delegierten, dass für die Nachkommen die Primogenitur festgeschrieben werde. Dies wurde unter Hinweis auf das Wahlkönigtum in der dänischen Verfassung abgelehnt. Im Ehevertrag zwischen Friedrich III. und Sofie Amalie berief man sich allerdings bezüglich der männlichen Erbfolge bereits auf eine Vereinbarung mit Erzbischof von Bremen. Allerdings rechnete man damals noch nicht damit, dass er einmal König von Dänemark würde. Amalie behielt sich im Ehevertrag alle Rechte auf die braunschweigischen Lande vor, falls die cellesche und die calenbergische Linie aussterben sollte. Braunschweig war einer der wenigen Orte in Deutschland, die die weibliche Erbfolge kannten.
Friedrich III. kam als letzter gewählter König auf den Thron. Im Huldigungsbrief der niederen Stände wird Friedrich aber bereits als der „rechtmäßige Erbherr“ genannt. Das war etwas Neues und stand nicht in deren Vollmacht. Aber es stimmte gut mit der Rede des norwegischen Kanzlers Jens Bjelke überein, der die Stellung Norwegens als Erbmonarchie hervorhob. Der norwegische Adel folgte allerdings diesem Anspruch nicht, sondern man verhielt sich wie bei der Huldigung in Gottorf 1616. An beiden Orten widersetzte sich der oberste Stand der neuen Forderung, und in Norwegen betrachtete man Jens Bjelke als Strohmann, hinter dem sich der König verstecke. Von besonderer Bedeutung wurde das Verhältnis Friedrichs zu den Herzogtümern. Am 2. August 1648 erteilte Friedrich seinen Ratsmännern in der neu eingesetzten Regierung in Glückstadt den Auftrag, zu überlegen, in seinem Anteil die Primogenitur einzuführen. Die Verhandlungen begannen am 5. September 1650 wurde in den königlichen Teilen von Schleswig (Süderjütland) und Holstein die Primogenitur eingeführt. Schon vorher hatte man in Dänemark erkannt, dass man den zum König wählen müsse, der die Stände der Herzogtümer zum Herzog wählten, damit die Verbindung zum Königreich Dänemark erhalten blieb. Da das Wahlrecht nun aufgehoben war, musste man auch in Dänemark den ältesten Sohn des verstorbenen Königs zum König wählen. So wurde Prinz Christian „designierter Prinz von Dänemark und Norwegen“ im Testament Friedrichs III. zum Universalerben der königlichen Fürstentümer und Lande eingesetzt. Bemerkenswert an diesem Testament ist der wachsende Einfluss der Frauen, indem für den Fall seines Ablebens die Königswitwe zur Regentin bestimmt wurde, bis der Sohn volljährig wurde. Er konnte zwar nicht in Dänemark oder den Herzogtümern die Erbberechtigung nach freiem Gutdünken regeln, aber in seinen Allodialgütern, der Reichsgrafschaft Pinneberg und Uetersen. Dort bestimmte er, dass auch Töchter diese Güter erben könnten. Es gab nämlich auf dem Kontinent zwei Hauptlinien des Erbrechts: Zum einen das „regnum hereditarium“, wo die allgemeine kognatische Erbfolge galt mit dem Recht des Herrschers innerhalb der Familie testamentarisch in gewissen Grenzen den Nachfolger zu bestimmen, und das „regnum legitimum“, in der das Volk die Herrscherfamilie bestimmt hatte und die Erbfolge durch Gesetz bestimmt war, das der Herrscher nicht ändern konnte. Dänemark ließ sich nicht ohne weiteres in ein „regnum hereditarium“ verwandeln, aber das Volk konnte eines Tages das Gesetz ändern. Man hatte ja Vorbilder in den verschiedenen Variationen der kognatischen Erbfolge in Österreich-Ungarn.

### Annullierung der Wahlkapitulation
Hinsichtlich der Wahlkapitulation wurden mehrere Varianten diskutiert: Die vollständige Abschaffung, eine tiefgreifende Änderung des Ganzen und die moderate Änderung unter Beibehaltung wesentlicher Bestimmungen. Eine Grundfestlegung besagte, dass das Reich nicht geteilt werden und der König keine andere Konfession annehmen dürfe. Der Reichsrat bestand außerdem darauf, dass seine Privilegien ungeschmälert erhalten blieben. Die neue Rechtsgrundlage sollte durch eine Kommission von 20 vom König zu bestimmenden Personen erarbeitet werden. Es handelte sich um die vier jüngsten Reichsräte, vier Adlige, drei Bischöfe, zwei Kapitelherren und sieben bürgerlichen Standes. Nachträglich wurde noch Villum Lange als 21. Mitglied hinzubeordert. Hinsichtlich ihrer Einstellung waren die Bischöfe und die Bürgerlichen ein Block, die Reichsräte, die Kapitelherren und die Adligen der andere Block. Es standen sich also Blöcke von 10 königstreuen und 10 königskritischen Personen gegenüber, so dass Villum Lange das Zünglein an der Waage war. So entstand der Eindruck einer neutralen Kommission. Das konnte sich aber ändern, wenn die soziale Trennlinie nicht mit der politischen zusammenfiel. In der Diskussion wollten die Adligen den König nur von den Bestimmungen befreien, die mit der Erbmonarchie unvereinbar waren. Den niedrigen Ständen ging das nicht weit genug. Der König sollte überhaupt von seinem Eid befreit werden, da er nun eine neue Qualität bekommen habe. Er habe durch die Erbmonarchie das „ius majestatis“ erhalten, stehe daher über dem Gesetz und könne auch von niemandem zur Rechenschaft gezogen werden. Er könne seine Macht auch nicht mit anderen Staatsorganen teilen. Letztlich konnte man sich aber nicht einigen. Die Resolution, die dem König vorgelegt wurde, beinhaltete neben der Aufhebung der Wahlkapitulation nur noch die Aufforderung, die Privilegien der Stände durch Gesetz aufrechtzuerhalten. Die meisten Privilegien hatten ihre Grundlage in der Wahlkapitulation und entfielen daher mit deren Aufhebung. Nur wenige hatten ihre Grundlage in Rezessen oder Verordnungen. Von der Beibehaltung der Ständeversammlung als politischem Organ war nicht mehr die Rede. Es zeigte sich, dass die beabsichtigte gesetzliche Regelung der neuen Regierungsform und der künftigen Privilegien für den Ausschuss mit seinen divergierenden Interessen zu schwierig war. Schließlich einigte man sich darauf, den Inhalt des neuen Gesetzes dahingehend zu umreißen, 1. dass beim Tod des Königs das Reich nicht geteilt werde, dass 2. neu eroberte oder erworbene Gebiete Bestandteile des Reiches werden sollten und 3. dass die Erbfolge geregelt werde. Im endgültigen dem König vorgelegten Antrag waren diese Forderungen zwar nicht enthalten, sondern es wurde ihm völlig freie Hand gelassen, aber wurde im „Absolutismus-Erbmonarchie-Akt“ vom 10. Januar beachtet und in die Verfassung von 1665 aufgenommen. Am 16. Oktober unterschrieb die Ständeversammlung die Kassation der Wahlkapitulation ohne Vorbehalt. Irgendwelche Verhandlungen mit den Ständen über eine neue Verfassung wurden nicht anberaumt. Die Stände sollten nun ihre Privilegien auflisten. Aber keinem der Stände gelang es, über ihre Privilegien Einigkeit herzustellen. Auch die eigentliche Aufgabe der Stände, den Staat ökonomisch zu stabilisieren, konnten sie nicht lösen. Nur auf eine Kaufsteuer konnte man sich einigen. Die meisten Diskussionen beanspruchte das Thema der Einquartierung des stehenden Heeres.
Als am 10. Januar 1661 der „Absolutismus-Erbmonarchie-Akt“ (Enevolds-Arveregeringsakten, Souveränitätsgesetz) erschien, war klar, dass die künftige dänische Verfassung vom König alleine abhängig war. Allerdings monierten die Stände vielerorts, dass deren Bevollmächtigte ihr Mandat überschritten hätten. Aber die vom König erteilten ökonomischen Privilegien waren doch so entscheidend, dass sich die Kritik in Grenzen hielt. Dabei spielte auch eine große Rolle, dass er den Angriff Schwedens von 1658 ohne Beteiligung des Adels erfolgreich abgewehrt hatte.

### Die Privilegien
1661 wurden die Privilegien geregelt. Kopenhagen erhielt die meisten seiner Privilegien bestätigt und wurde als Reichsstand anerkannt. Bei den unteren Ständen wurde die Kategorie „der unfreien Männer“ beseitigt. Die Städte erhielten ihren Bürgermeister und die Ratsherren durch den König, und die Befehle des Königs gingen an diese statt wie früher an die Lehnsleute. Die Kinder ehrlicher Leute sollten ohne Ansehen der Person die Chance zu ehrenhaften Laufbahnen haben. Das Monopol des Ochsenhandels wurde aufgehoben und auch andere Städte als Kopenhagen daran beteiligt. Auch weitere ältere Privilegien, die mit der Souveränität des Königs vereinbar waren, wurden bestätigt. Der Geistlichkeit wurde der Verkehr mit dem König durch die Bischöfe, der Zehnte, die Befreiung von der Einquartierung von Soldaten und von der Oberhoheit der Lehnsleute zugesichert. Das Domkapitel und die Universität erhielten keine Privilegien. Der Adel erhielt das Hals- und Handrecht über die Bauern, aber ihre Steuerfreiheit richtete sich nach den Bedürfnissen des Königs. Schiffswracks auf ihrem Grund sollten den Adligen gehören. Sie erhielten auch das Birkenrecht und waren auf 10 Jahre vom Dienst zu Pferde befreit.

## Das Gesetz
Um seine Position zu festigen, bedurfte es einiger gesetzlicher Regelungen. Friedrich war zwar nun absoluter Monarch, aber seiner Sache keineswegs sicher. Der Adel unterstellte ihm, er habe seine Stellung usurpiert, indem er die Schließung der Stadttore veranlasst und so den Adel und den Reichsrat erpresst habe.
Als erstes beabsichtigte Friedrich ein Erbfolgegesetz zu erlassen und beauftragte dafür seine Kanzlei in Glückstadt, einen Vorschlag zu erarbeiten, dessen Name „Kongelov“ (Königsgesetz) sein sollte. Man ging von der Primogenitur aus und wollte auch die weibliche Erbfolge. Aber im Detail wurde es dann doch sehr schwierig und sehr kompliziert, in welcher Reihenfolge die Erbrechte aufeinanderfolgen sollten, wenn keine unmittelbaren männlichen Erben vorhanden sind. Hinzu kamen die Fragen, die aus einer Regierungsunfähigkeit aufgrund von geistiger Behinderung erwuchsen. Außerdem musste im Falle der Minderjährigkeit die Vormundschaft in der Regierung geregelt werden. Schließlich wurde dem König im Herbst 1661 ein Gesetzesentwurf vorgelegt. Er wurde aber vom König nicht weiterverfolgt. Der Grund war, dass andere Prioritäten gesetzt werden mussten. Die Stände sollten ihre ökonomischen Privilegien erhalten, die Staatsfinanzen waren zu sanieren und eine Prozessordnung mit Regelung der Instanzenzüge war zu schaffen. Als aber die militärische Ausschreibung für die Landregimenter anstand, wurde der König daran erinnert, dass es noch keine Regelung bezüglich der Regierungsform gab. Die königliche Regierung stellte eine Ständeversammlung in Aussicht, doch der König selbst hatte sich noch nicht festgelegt. In dieser Zeit wurden ihm eine Reihe weiterer Gesetzesentwürfe vorgelegt. Sie betrafen die Gerichtsordnung und die Aufgaben des Generalfiskal. Der König nahm alles entgegen, schwieg aber. Im Sommer 1662 löste er die erste Gesetzeskommission auf, ohne dass er eine Entscheidung über die Stellung des Königs in der Rechtspflege getroffen hätte, und beendete die Arbeiten an einem Entwurf des Erbfolgegesetzes. Daher blieb die erbrechtliche Stellung der vier Töchter im Unklaren. Im Sommer 1662 wurden erste Absprachen für eine Ehe der Tochter Anna Sophie mit Kurprinz Johann Georg von Sachsen getroffen. Dabei ging es wesentlich um die Frage, ob Anna Sophie und ihre Nachkommen für den dänisch-norwegischen Thron erbberechtigt sein würden, falls keine männlichen Erben mehr vorhanden seien, ob also zum Beispiel die Söhne der Töchter gegebenenfalls den Töchtern seines Sohnes vorgezogen würden. Die Unterhändler Friedrichs wollten, dass sie vor der Ehe auf Thronfolgeansprüche verzichte. Schließlich einigte man sich nach jahrelangen Verhandlungen darauf, dass sie gegenüber ihrem älteren Bruder und allen seinen Nachkommen auf Nachfolgeansprüche verzichtete. So konnte die Ehe am 9. Oktober 1666 geschlossen werden.
Das Königsgesetz ist auf den 14. November 1665 datiert. Das lange Zögern scheint dynastische Gründe gehabt zu haben: Zwar war Anna Sophie nun verlobt, aber es schien klug, auch auf die anderen Schwestern zu warten. Man konnte da auch deren mögliche Freier zufriedenstellen, wenn man sich noch nicht festgelegt hatte. Aber es gab auch innenpolitische Gründe: Trotz der starken Worte im „Absolutismus-Erbmonarchie-Akt“ war es am Hofe immer noch unklar, wie weit sich die Königsmacht im Einzelnen erstreckte. Aber die unglücklich verlaufende Schlacht in der Bucht von Bergen am 2. August 1665, die gefährliche ausländische Verwicklungen hervorbringen konnte, ließ es geraten erscheinen, die innenpolitischen Probleme beschleunigt anzugehen, so lange noch Zeit war. Man konnte ja das Ergebnis so lange geheim halten, bis auch die jüngeren Töchter verheiratet waren.
Die erste Fassung wurde in lateinischer Sprache abgefasst und stammt von Peder Schumacher Griffenfeld. Die dänische Fassung ist eine Übersetzung. Nur diese wurde aber vom König in vierfacher Ausfertigung unterschrieben und gesiegelt und erhielt somit Gesetzeskraft. Es existieren vier Exemplare, von denen eines auf den 14. November 1665 datiert ist, während die übrigen drei auf den Schluss des Jahres 1668 datiert sind. Zwei sind auf Pergament, zwei auf Papier geschrieben. Aufgrund der sich ändernden Orthographie lässt sich die Reihenfolge der Fassungen bestimmen.

### Inhalt
In der Einleitung zum Königsgesetz schildert der König, dass Gott selbst das Land vor großer Gefahr gerettet habe und alle, der Reichsrat und das ganze Volk, mit Zustimmung aller Stände von Gott inspiriert freiwillig auf ihr bisheriges Wahlrecht verzichteten, die vom König unterschriebene Wahlkapitulation in allen ihren Bestimmungen aufhoben und ihn vom Eid ohne Ausnahme lösten und freiwillig ihm als Haupt und erstem Erwerber und den von ihm in direkter Reihe abstammenden Nachkommen beiderlei Geschlechts auf Ewig die höchste und ungebundene Macht, alle Regalien und Majestätsrechte mit dem erblichen Titel und den Rechten eines wirklich absoluten Königs übertrugen. Sie überließen ihm darüber hinaus, nach eigenem Gutdünken eine Lex regia (lateinisch für Königsgesetz) über die Regierungsform, die Succession, die Vormundschaft und die Regierung während eines Interregnums zu regeln und gelobten mit einem Eid, dass diese Lex regia auf ewig als Grundgesetz eingehalten und nötigenfalls mit Waffengewalt verteidigt werde. Er, der König, habe gerührt von solcher göttlicher Gnade und der Liebe seiner Untertanen nach kurzer Überlegung die Regierungsform und die Erbfolge in Angriff genommen.
Die Schilderung des göttlichen Eingreifens in großer Gefahr bezieht sich auf den Angriff auf Kopenhagen am 11. Februar 1659, der auch auf einer 1-Krone-Silbermünze dargestellt wird, wo eine Hand mit Schwert aus einer Wolke eine Hand, die nach der Krone greift, abhackt. Doch vermeidet der Text, die Rettung Dänemarks unmittelbar auf Gott zurückzuführen und den König zum Abbild der göttlichen Majestät zu machen. Die Ansicht der Naturrechtslehre, dass die Regierungsgewalt vom Volk übertragen werde, steht deutlich im Vordergrund.
Nach einer Einleitung in vollendeter Form der damaligen Diplomatik beginnt der Regelungscorpus. Im Gegensatz zu den vorangegangenen Entwürfen beginnt er nicht mit der Erbfolge, sondern mit den Vorschriften über die Verfassung in den §§ 1–7. Danach folgen die Vorschriften über die Volljährigkeit und die Vormundschaft (§§ 8–14). In §§ 15–18 wird der Regierungsantritt des Königs geregelt und in § 19 die Unteilbarkeit des Reiches. Es folgen Bestimmungen, die man als Hausgesetz des Königsgeschlechtes benennen könnte (§§ 20–25) und in § 26 den Schutz der absolutistischen Regierungsform. Erst in §§ 27–40 wird die Nachfolge geregelt.

#### Verfassung
Heute sind von besonderem Interesse die ersten sechs Vorschriften, die die absolutistische Verfassung darstellen. § 1 gibt dem König auf, Gott nach dessen Wort und der Augsburger Konfession zu dienen und zu ehren und die beiden Reiche unter dem gleichen Glauben zu bewahren und gegen alle Ketzer, Gottesspötter und Atheisten zu verteidigen. Das entsprach auch dem Entwurf des Glückstadt-Kollegiums. § 2 erklärte den König zum obersten Haupt der Untertanen auf Erden, zum obersten Richter sowohl in kirchlichen als auch in weltlichen Sachen, über allen menschlichen Gesetzen stehend, so dass gegen sein Urteil nur bei Gott selbst appelliert werden kann. Nach § 3 hatte er die ungebundene gesetzgebende Macht. Im lateinischen Text heißt es … leges figere, refigere, interpretari, interpolare, abrogare semper, cum ita visum illi fuerit. Er konnte auch seinem Gutdünken jeden vom Gesetz ausnehmen. Allerdings galt das nicht in Bezug auf diese „lex regia“, diese unveränderbare Verfassung. Nach § 4 konnte er jedermann zu einem Amt berufen und ihn auch wieder absetzen, weil dessen Macht von der ungebundenen Macht des Königs abgeleitet ist. Nach § 5 hatte er auch die oberste Waffenmacht, konnte also den Krieg erklären und Frieden und Bündnisse schließen und nach Bedarf dafür Zölle, Steuern und ähnliche Abgaben erheben. § 6 schließlich erklärte den König zum obersten Lenker der Kirche und der Geistlichkeit, der alles, was den Gottesdienst betraf, zu regeln hatte und Konzilien, Synoden und Religionsgespräche einberufen oder auch untersagen konnte. Allerdings bezeichnete er sich nicht als Oberhaupt, wie ein Papst, und mischte sich daher nicht in innerreligiöse Diskussionen ein. Am Schluss dieses Abschnitts wird in § 7 festgesetzt, dass alle Regierungsakte im Namen des Königs und unter seinem Siegel zu geschehen haben und, wenn er mündig ist, von ihm persönlich zu unterzeichnen sind.

#### Weitere Vorschriften
Der Kronprinz ist mit 13 Jahren volljährig und erklärt sich selbst für mündig. Der König kann für den Fall seines vorherigen Ablebens selbst die Vormundschaft regeln. Hat er dies nicht getan, dann ist die Mutter als Regentin Vormund, an den die sieben obersten Minister gebunden sind. Ist sie nicht mehr vorhanden, so rückt der nächste männliche Verwandte, der das 17. Lebensjahr vollendet hat, an deren Stelle. Es werden dann alle weiteren Eventualitäten durchgespielt.
Im Hausgesetz (§§ 20 ff.) wird das Verhältnis des Königs zu den Familienmitgliedern geregelt, so zum Beispiel, dass kein in Dänemark lebendes Familienmitglied ohne Erlaubnis des Königs heiraten darf. Auch die Apanage und der Unterhalt der Prinzen ist dort geregelt.
Das Erbfolgegesetz beginnt mit der Festlegung, dass der älteste männliche ehelich geborene Nachkomme alle anderen Kinder von der Erbfolge ausschließt. Ein männlicher Nachkomme schließt die weiblichen Nachkommen aus, nicht nur sie selbst, sondern auch deren Nachkommen. Die Tochter eines Sohnes geht vor den Sohn seiner Schwester. Die Succession bleibt dann in dieser Linie, so dass ein Wechsel zu einer anderen Linie, etwa weil dort ein älterer männlicher Nachkomme lebt, nicht statthat. Erst wenn die agnatische Succession erschöpft ist, kommt die kognatische zum Zuge.

### Die Folgen
Der Reichsrat war zurückgetreten. Seine Existenz vertrug sich nicht mit der absolutistischen Macht des Königs. Seine gesamten Unterlagen wurden am 20. Oktober 1660 auf das Schloss des Königs gebracht. Die neue Regierung begann am 18. Oktober 1660. Zunächst wurden als neue Organe die Staatskollegien geschaffen. Während die Reichsräte ehemals aus vom König auf Lebenszeit ernannten Adligen bestanden hatte, die nicht bezahlt wurden, aber Anrecht auf ein entsprechendes Lehen hatten, wurden die Mitglieder vom König aus Adligen und Nichtadligen ernennt, die auch von ihm besoldet wurden. Es gab die Kanzlei, das Staatskammerkollegium, das Kriegskollegium, die Admiralität und den obersten Gerichtshof. Sie sollten für den König die Vorlagen erarbeiten, über die er dann zu entscheiden hatte. Das Staatskammerkollegium bestand nur bis 1676. Die Regierung wurde durch die Zentralisation stark bürokratisiert. Mit dieser Maßnahme, insbesondere mit der Aufnahme Nichtadliger in die Kollegien erfüllte der König eine entscheidende Erwartung der unteren Stände und führte auch zu einer Professionalisierung der Amtsträger.
Die Lehen wurden eingezogen, wodurch die Einnahmen des Königs stiegen. Sie wurden in Kreise umgewandelt, die von fest besoldeten Beamten des Königs verwaltet wurden. Der Adel verlor seine Steuerfreiheit. Die Adels-Akademie in Sorø wurde 1665 geschlossen. Der Adel fand sich mit seiner Entmachtung nicht ab. Immer wieder versuchte er, in konspirativen Zirkeln die früheren Verhältnisse wiederherzustellen. Dies blieb dem König nicht verborgen und schürte dessen Furcht vor dem Adel. Bereits 1661 ließ er in Kopenhagen eine Zitadelle bauen. Die Straßen in der Umgebung mussten so angelegt werden, dass sie von den Bastionen aus unter Feuer genommen werden konnten. Im Jahre 1668 war die königliche Familie in Kopenhagen versammelt. Beinahe hätte der Koch die Familie vergiftet. Der König glaubte an ein Attentat. Diese Furcht spiegelt sich auch in den absolutistischen Vollmachten des Königs im Königsgesetz wider.
Gleichwohl fällt auf, dass keine Bestimmung des Königsgesetzes, die über das Versprechen bei der Erbhuldigung, christlich und mild zu regieren und den „Absolutismus-Erbmonarchie-Akt“ hinausgeht, jemals angewendet worden ist. Das Königsgesetz wurde eigentlich gar nicht befolgt. Der König dehnte die ihm zustehende höchste Gewalt niemals so weit aus, wie er nach dem Königsgesetz berechtigt war. Eine ganze Reihe von Vorschriften wurden in seinem Namen erlassen, die er nie zur Kenntnis genommen hatte. Die absolute Gewalt wurde nie auf das Königsgesetz gestützt. Sie erstarkte auf der Grundlage der Erbhuldigung. Solange diese Grundlage tragfähig war, war sie unangefochten, als das nicht mehr der Fall war, stürzte sie. Auch das Gesetz über die Nachfolge kam nie zur Anwendung, weil während der Dauer der Verfassung immer ein männlicher Nachfolger vorhanden war.

## Aufhebung und gegenwärtige Gültigkeit
Das Königsgesetz wurde erst durch die neue Verfassung von 1849 ersetzt. Für die Thronfolge galten aber vorerst die §§ 27–40 weiter, bis diese durch das Thronfolgegesetz von 1853 neu geregelt wurde. Bis heute in Kraft sind § 21 (entspricht § 5 Abs. 3 Thronfolgegesetz vom 27. März 1953: Die Mitglieder der königlichen Familie dürfen nur mit Erlaubnis des Königs heiraten, andernfalls sind sie von der Thronfolge ausgeschlossen) und § 25 (Der König oder eine von ihm beauftragte Person ist der einzige Richter über Prinzen und Prinzessinnen; entspricht dem 1. Buch, 2. Kapitel Nr. 1 des Danske Lov von Christian V.).